# Блестящая остроголовая змея
Блестящая остроголовая змея (лат. Oxybelis fulgidus) — ядовитая змея из рода остроголовых змей семейства ужеобразных.
Общая длина достигает 1,5—2 м. Голова маленькая, вытянутая. Туловище очень тонкое. Хвост длинный, в конце сужается. Окраска зелёная с различными оттенками.
Любит влажные и горные тропические леса, кустарниковые заросли. Встречается на высоте до 1500 метров над уровнем моря. Большую часть жизни проводит на деревьях, хорошо маскируется под ветки или лианы. Хорошо лазает по деревьям, плавает. Активна днём. Питается ящерицами, иногда мелкими птицами и мелкими грызунами.
Яд не представляет опасности для человека, хотя укус болезненный.
Это яйцекладущая змея. Самка откладывает до 10 яиц. Через 14 недель появляются молодые змейки.
Живет от юга Мексики, Центральной Америки до Боливии и северной и центральной Бразилии.